# Pierre Philippeaux
Pour les articles homonymes, voir Philippeaux.
Pierre-Nicolas Philippeaux, né à Ferrières (Oise), le 9 novembre 1754, guillotiné à Paris, le 16 germinal an II (5 avril 1794), est un avocat qui fut député de la Sarthe à la Convention nationale pendant la Révolution française.

## Biographie
En septembre 1792, alors qu'il est juge au tribunal du district du Mans, Pierre-Nicolas Philippeaux est élu député du département de la Sarthe, le quatrième sur dix, à la Convention nationale. Parallèlement à son mandat, il publie le journal Le Défenseur de la Vérité.  
Il siège sur les bancs de la Montagne. Lors du procès de Louis XVI, il vote la mort avec une « exécution prompte », et rejette l'appel au peuple, auquel il était initialement favorable, et le sursis à l'exécution. En avril 1793, il vote contre la mise en accusation de Jean-Paul Marat, bien que celui-ci l'ait attaqué dans son journal. En mai de la même année, il vote contre le rétablissement de la Commission des Douze.
Il est envoyé en mission en Vendée où il se fait remarquer par sa modération. De retour à Paris, il dénonce l’incurie des généraux Ronsin et Rossignol dans un virulent pamphlet, portant de graves accusations contre les émissaires de Bouchotte. Il fait préparer un décret demandant l’examen par l’Assemblée de la conduite des généraux envoyés par Bouchotte, décret que Barère de Vieuzac fait aussitôt révoquer.
Il s’attire l’hostilité de Collot d'Herbois et de Carrier et se voit accusé de trahison et d’être anti-révolutionnaire par Saint-Just. 
Arrêté dans la nuit du 10 au 11 germinal an II (du 30 au 31 mars 1794) Pierre-Nicolas Philippeaux est décrété d'accusation ainsi que Camille Desmoulins, Georges Danton, Jean-François Delacroix et Marie-Jean Hérault de Séchelles. Ils sont guillotinés le 16 du même mois (le 5 avril).

## Œuvres
- Le Défenseur de la Liberté ou l’Ami du genre humain (périodique)
- Discours de Philippeaux à la séance des Jacobins (16 nivôse an II)
- Lendemain de la fête civique du 15 avril 92
- Lettres de Philippeaux à sa femme
- Catéchisme moral et religieux par le citoyen Philippeaux, représentant du peuple. Nantes, Malassis. 1793
- Opinion sur la formation du Tribunal révolutionnaire (1793)
- Philippeaux aux amis de la Justice et  de la Vérité (6 pluviose an II)
- Réponse de Philippeaux à tous les défenseurs officieux des bourreaux de nos frères dans la Vendée, avec l'acte solemnel d'accusation, fait à la séance du 18 nivôse. Suivie de trois lettres écrites à sa femme, de sa prison ; P., Imprimerie des femmes, An III (publication posthume, par sa femme).

## Cinéma
- Serge Merlin joue le rôle de Philippeaux dans le film Danton d'Andrzej Wajda en 1983.